# Gaspar de Bedoya y Carvajal
Gaspar de Bedoya y Carvajal (Corona de Castilla, S.XVI-1627) Jurista de la Corona de Castilla, fue Fiscal de Charcas y alcalde del crimen de México.

## Biografía
Miembro de una familia de la hidalguía montañesa, su padre, Gaspar Bedoya había sido oidor de Canarias y Sevilla. Se graduó como bachiller en Derecho en la Universidad de Salamanca y completó la licenciatura en 1609, en Valencia. Tras ejercer como corregidor de Morón, fue nombrado teniente corregidor de Segovia y Madrid. Posteriormente, fue designado fiscal de la Audiencia de Charcas, en noviembre de 1625, y en abril de 1626 fue designado alcalde del crimen de México. Se casó con Antonia Avendaño con quien tuvo tres hijos. Al enviudar su esposa, logró una 'pensión' de 400.000 maravedís.